# Route nationale 922 (Belgique)
Pour les articles homonymes, voir Route 922.
La route nationale 922, anciennement N22, est une route nationale de Belgique d'environ 20 km, (19,5 km + le tronçon entre la rue de Namur et le R53 par la rue des Français à Châtelet, anciennement la rue de Namur était à sens unique entre le R53 et la Place Franco-Belge) qui relie Châtelet à Floreffe, en passant par Fosses-la-Ville. Celle-ci est prolongée à Floreffe, par la route nationale 90 qui la relie Charleroi à Liège.

## Description du tracé

### Communes sur le parcours
- Région wallonne
  -  Province de Hainaut
    - Châtelet
    - Presles

  -  Province de Namur
    - Sart-Eustache
    - Presles
    - Le Roux (Fosses-la-Ville)
    - Vitrival (Fosses-la-Ville)
    - Fosses-la-Ville
    - Sart-Saint-Laurent (Fosses-la-Ville)
    - Sovimont (Floreffe)
    - Floreffe